# Oj, svijetla majska zoro
Oj, svijetla majska zoro este imnul național din Muntenegru.